# 新北市立鷺江國民中學
新北市立鷺江國民中學，簡稱鷺江國中、鷺中，為新北市蘆洲區第三所中等學校，於1998年10月6日奉准成立，並於2002學年度起正式招生。鷺江國中位於蘆洲區南港子重劃區內，鄰近捷運蘆洲站、蘆洲國民運動中心。

## 學區
- 所屬學區：
成功、永樂、南港、保新（9-12鄰）、正義（1、4-6、10-14鄰）等里
- 自由學區：
  - 鷺江、蘆洲國中自由學區：正義里（2-3、7、15-17鄰）、永康里
  - 五股、鷺江、蘆洲國中自由學區：五股區觀音、集賢、集福、成德、成州等里[2]

## 歷史沿革
- 1998年10月6日，台北縣政府奉准成立，規劃該校為蘆洲第三所中等學校（蘆洲市第三國中），委請當時蘆洲國中校長王仁宏兼任籌備處主任[3]。
- 2002年起正式招生，由於校舍尚未完工，並先行借用忠義國小20間教室招生上課。
- 2003年5月本校校舍完成，並於6月始遷入辦公上課。
- 2003年10月11日舉辦校舍落成典禮暨蘆洲市2003年雙十佳節集團結婚。
- 2003年12月集全體師生的智慧將校舍各大樓命名為為慈悲、智慧、榮耀、創新(這也是鷺江國中的四大校訓)。
- 2012年5月24日開始動工蘆洲國民運動中心，是首座與學校結合的運動中心，並於2014年8月底完工。
- 2017年由新北市政府委託財團法人彭婉如文教基金會承辦鷺江非營利幼兒園，並於同年8月開學。[4]

## 歷任校長
| 任次      | 姓名   | 任期              | 備註 |
| --------- | ------ | ----------------- | --- |
| 第1任校長 | 秦秀蘭 | 89年8月-96年7月   | |
| 第2任校長 | 林翠雯 | 96年8月-100年7月  | 轉任新北市立義學國中校長(100.8.1-102.7.31)，後因任內包庇多起性騷擾案遭監察院彈劾，公懲會議決降二級改敘。 |
| 第3任校長 | 謝承殷 | 100年8月-107年7月 | 轉任新北市立板橋國中校長(107.8.1-)                                                                       |
| 第4任校長 | 曾靜悅 | 107年8月-111年7月 | 曾任新北市立三芝國中校長(101.8.1-107.7.31)                                                               |
| 第5任校長 | 張俊峰 | 111年8月-115年7月 | 曾任新北市立鶯歌國中校長(103.8.1-111.7.31)                                                               |

## 爭議

### 校長包庇教師性騷擾同僚與學生
在林翠雯校長任內，鷺江國中發生多起性騷擾案，包含時任副生教組長、生教組長的陳信宏於2007~2010年，藉口調查男學生有無攜帶違禁品或進行高關懷課程的機會，以抓下體的方式，多次性騷擾共6位男學生。時任學務主任的汪義雄也在2008年9月至2011年3月間，對曾經婚外情但早已結束的校內女老師多次性騷擾，方法包括盜用學務處沒收的學生手機撥打騷擾電話、傳送污辱性的簡訊；也有女學生多次在上課時遭男學生伸進內衣內襲胸，還威脅對方「不配合就把內衣扯破讓大家知道」，更露下體給女學生看等案件。
與陳信宏同時就職的校長林翠雯，就陳信宏性騷擾事件未依法受理、通報、展開調查等，令陳信宏得以再多次性騷擾學生，事後又推卸責任；汪義雄對女老師的性騷擾案，儘管女老師對校長三度陳情，校長也均未採取任何措施、未對汪義雄作任何懲處，導致女老師遭受二度傷害；校長在得知女學生遭男學生襲胸後，竟也表示不啟動性平機制，要求女學生先決定是否要啟動性平，或是私下處理即可。後來女學生向新北市政府教育局依《性別平等教育法》申請調查後，校長才進行通報。校長之後更違法讓汪義雄將校內性別平等委員會的一大過懲處改成兩小過。
該案經高鳳仙監察委員自動調查，後經監察院提起彈劾，公務員懲戒委員會議決，判陳信宏休職一年；汪義雄休職六個月；校長林翠雯降二級，並於2011年1月5日處分。